# Shout Out to My Ex
"Shout Out To My Ex" é uma canção da girl group britânica Little Mix, gravada para o seu quarto álbum de estúdio Glory Days (2016). Foi lançado no The X Factor no dia 16 de outubro de 2016, se tornando o quarto single da banda a atingir o topo da parada de sucessos do Reino Unido. A faixa foi escrita por Edvard Førre Erfjord, Henrik Michelsen, Camille Purcell, Iain James e Little Mix, com créditos de produção para Electric.

## Performance comercial
A canção debutou no número um no UK Singles Chart, comercializando 96 mil vendas, sendo este o quarto número um atingido pela girl group na carreira, seguindo por "Cannonball" em 2011, "Wings" em 2012 e "Black Magic" em 2015.
"Shout Out to My Ex" também foi o primeiro número um na parada do Reino Unido a ser atingido por uma artista feminina em 2016, onde as outras canções femininas a atingirem o topo foram em forma de featuring feito pelas artistas Kyla, MØ e Halsey.
Nos Estados Unidos, o single deputou na quarta posição do Bubbling Under Chart, um chart de 25 posições estendidas do Billboard Hot 100, entrando na posição de número 30 no Billbord Digital Sales Chart, a maior posição conquistada por Little Mix na lista até hoje. Também alcançou o número 30 na lista de Digital Singles Chart, a maior colocação da Little Mix naquela lista particular. No Canadá, estreou no Canadian Hot 100 no número 37, tornando-se o primeiro top quarenta no país.
Também atingiu o pico no número 7 na Nova Zelândia, fazendo "Shout Out to My Ex", a música mais alta do grupo no país e seu primeiro top dez single.
Ele estreou no número 16 no Australian ARIA Charts, em seguida, subiu 12 lugares para o número 4 na semana seguinte. Isso faz com que Little Mix 5 tivesse seu top 5 single na Austrália (seguindo "Wings", que atingiu o pico no número 3). É também o pico o mais elevado do grupo para uma canção em muitos países europeus. Alcançou Finlândia, nos Países Baixos, em Suécia, Espanha, Noruega e Dinamarca.

## Recepção da crítica
Rachel Sonis do Idolator,  descreveu a canção como "um hino do beijo de adeus ao seu ex" e notou que seria um regresso confiante para o grupo. Bruno Russell, do The Edge, também elogiou o grupo, denominando a canção como "feroz e atrevida"; dando ao single quatro de cinco estrelas, Russell diz que "Shout Out To My Ex" é composta por uma "batida e refrão memoráveis, que são epítetos bem construídos de sucessos anteriores. Este é um teaser muito promissor de um feistier, um álbum mais maduro está por vir".

## Vídeo musical
O vídeo musical foi gravado no Deserto de Tabenas, em Almería, Espanha e foi lançado no dia 21 de outubro de 2016 na plataforma de vídeos Vevo. A banda sai para curtir em um trailer, dirige em uma rodovia alinhada com árvores de cor lilás e posam próximas de piscinas.

## Performances ao vivo
A primeira performance da canção ocorreu no The X Factor UK, no dia de seu lançamento; na qual as meninas começam a performance dentro de um carro, fora dos studios do programa. As meninas promoveram a canção sem tê-la cantado, como no programa britânico "'The One Show'", assim como no "'Good Morning Britain'". Promoveram também no programa da Bélgica "'Jonas Van Geel'", no BBC Teen Awards e no programa norueguês "'Senkveld'". Estiveram no programa, "'The Jonathan Ross Show'", sem cantar a canção. O grupo também apresentou a canção na versão australiana do X Factor. O grupo apresentou a canção no Kids Choice Awards 2017, com um mashup com Touch.
A canção foi apresentada, também, no  The X Factor Itália em 24 de novembro, onde a performance foi similar a do Reino Unido, mas com uma iluminação de fundo, e as camisas das cheerleaders estavam sob seus tops com as cores da bandeira italiana. Uma performance similar foi feita no LOS40 Music Awards em Barcelona, onde um esquema da cor amarelo foi usado por Little Mix, as dançarinas e as luzes de fundo.

## Faixas
| Download digital |                      |         |  |
| N.º              | Título               | Duração |  |
| 1.               | "Shout Out To My Ex" | 4:06    |  |

| "Download" digital |                                 |         |  |
| N.º                | Título                          | Duração |  |
| 1.                 | "Shout Out To My Ex (Acoustic)" | 4:05    |  |

## Prêmios e indicações
| Lista de prêmios e indicações recebidos por "Shout Out to My Ex" | Lista de prêmios e indicações recebidos por "Shout Out to My Ex" | Lista de prêmios e indicações recebidos por "Shout Out to My Ex" | Lista de prêmios e indicações recebidos por "Shout Out to My Ex" | Lista de prêmios e indicações recebidos por "Shout Out to My Ex" |
| ---------------------------------------------------------------- | ---------------------------------------------------------------- | ---------------------------------------------------------------- | ---------------------------------------------------------------- | ---------------------------------------------------------------- |
| Ano                                                              | Premiação                                                        | Categoria                                                        | Resultado                                                        | Ref.                                                             |
| 2017                                                             | Brit Awards                                                      | "Britsh Single of the Year"                                      | Venceu                                                           | [ 15 ]                                                           |
| 2017                                                             | Radio Music Awards                                               | "Best Break-Up Song"                                             | Venceu                                                           | [ 16 ]                                                           |
| 2017                                                             | Teen Choice Award                                                | Choice Song: Group                                               | Indicado                                                         | [ 17 ]                                                           |
| 2017                                                             | Myx Music Awards                                                 | Favourite International Video                                    | Indicado                                                         | [ 18 ]                                                           |

## Charts

### Posições
| Chart (2016)                                   | Peak position |
| ---------------------------------------------- | ------------- |
| África do Sul (RISA)                           | 4             |
| O campo songid é OBRIGATÓRIO PARA PARADA ALEMÃ | 52            |
| Austrália (ARIA)                               | 4             |
| Áustria (Ö3 Austria Top 75)                    | 24            |
| Bélgica (Ultratop 50 de Flandres)              | 13            |
| Bélgica (Ultratip Bubbling Under da Valônia)   | 11            |
| Brasil (Brasil Hot Pop Songs)                  | 16            |
| Canadá (Canadian Hot 100)                      | 37            |
| CEI (Tophit)                                   | 159           |
| Dinamarca (Tracklisten)                        | 36            |
| Europa (Billboard Euro Digital Song Sales)     | 1             |
| Escócia (Scottish Singles Chart)               | 1             |
| Eslováquia (Singles Digitál Top 100)           | 16            |
| Eslovênia (SloTop50)                           | 41            |
| Espanha (PROMUSICAE)                           | 18            |
| Estados Unidos (Billboard Hot 100)             | 69            |
| Filipinas (Philippine Hot 100)                 | 57            |
| Finlândia Download (Latauslista)               | 21            |
| França (SNEP)                                  | 105           |
| Hungria (Rádiós Top 40)                        | 31            |
| Hungria (Single Top 40)                        | 18            |
| Irlanda (IRMA)                                 | 1             |
| Itália (FIMI)                                  | 41            |
| Japão (Japan Hot 100)                          | 42            |
| Japão Hot Overseas (Billboard)                 | 2             |
| México Inglés Airplay (Billboard)              | 10            |
| Nova Zelândia (Recorded Music NZ)              | 7             |
| Noruega (VG-lista)                             | 19            |
| Países Baixos (Dutch Top 40)                   | 35            |
| Países Baixos (Single Top 100)                 | 26            |
| Portugal (AFP)                                 | 28            |
| Suécia (Sverigetopplistan)                     | 38            |
| Suíça (Schweizer Hitparade)                    | 49            |
| Reino Unido (UK Singles Chart)                 | 1             |
| República Checa (Rádio Top 100)                | 23            |
| República Checa (Singles Digitál Top 100)      | 22            |

### Charts anuais
| Chart (2016)                          | Posição |
| ------------------------------------- | ------- |
| Austrália (ARIA Charts)               | 75      |
| Indonésia (CreativeDisc Top 50)       | 16      |
| Reino Unido (Official Charts Company) | 39      |
| Chart (2017)                          | Posição |
| Reino Unido (Official Charts Company) | 74      |

### Charts de fim de década
| Chart (2010-2019) | Posição |
| ----------------- | ------- |
| Reino Unido (OCC) | 86      |

## Certificação
| Austrália (ARIA) | 3× Platina | 210,000‡   |
| Bélgica (BEA) | Ouro       | 15,000‡    |
| Brasil (PMB) | 3× Platina | 120,000‡   |
| Dinamarca (IFPI Dinamarca) | Platina    | 95,000‡    |
| Canadá(Music Canada) | Platina    | 80,000‡    |
| Itália(FIMI) | Platina    | 25,000‡    |
| México (RMNZ) | Platina    | 30,000‡    |
| Noruega (IFPI Noruega) | Platina    | 60,000‡    |
| Nova Zelândia (AMPROFON) | Ouro       | 30,000‡    |
| Países Baixos (NVPI) | Platina    | 40,000‡    |
| Polónia (ZPAV) | Ouro       | 10,000‡    |
| Reino Unido (BPI) | 4× Platina | 2.800.000‡ |
| Suíça (IFPI Schweiz) | Platina    | 30,000‡    |
| * Número de vendas definido com base apenas no nível de certificação. ^ Número de embarques definido com base apenas no nível de certificação. ‡vendas+streaming definido com base apenas no nível de certificação. |            |            |

## Histórico de lançamentos
| Região       | Data                  | Formato                | Gravadoras | Ref.   |
| ------------ | --------------------- | ---------------------- | ---------- | ------ |
| Mundialmente | 16 de outubro de 2016 | Digital download       | Syco       | [ 73 ] |
| Itália       | 28 de outubro de 2016 | Contemporary hit radio | Sony       | [ 74 ] |

## References
1. ↑  «Little Mix's Shout Out To My Ex tops UK singles chart». BBC News. 21 de outubro de 2016. Consultado em 23 de outubro de 2016
2. ↑  «The UK Singles Chart Just Had Its First Female #1 Of The Year & It's Nearly November». theMusic. 22 de outubro de 2016. Consultado em 23 de outubro de 2016
3. ↑  http://www.billboard.com/artist/307628/little-mix/chart?f=395
4. ↑  «Little Mix's Fiery "Shout Out To My Ex" Is Here: Listen | Idolator». Idolator. 17 de outubro de 2016. Consultado em 23 de outubro de 2016
5. ↑  «Review: Little Mix - 'Shout Out to My Ex'». The Edge. 18 de outubro de 2016. Consultado em 3 de novembro de 2016
6. ↑  «Little Mix's "Shout Out To My Ex" Video  | Idolator». Idolator. 20 de outubro de 2016. Consultado em 23 de outubro de 2016
7. 1 2  Little Mix Sends a 'Shout Out to My Ex' on Sassy New Single: Watch 'X Factor' Performance | Billboard
8. ↑  «Doodsbange Sven De Ridder in 'Jonas & Van Geel' – Entertainment Today». Consultado em 20 de novembro de 2016. Arquivado do original em 13 de novembro de 2016
9. ↑  Se popsensasjonen Little Mix opptre på Senkveld
10. ↑  Clark, Minou; Williams, Abigail (12 de março de 2017). «Little Mix Adjusts Lyrics To Make Kids' Choice Performance A 'Touch' More Kid-Friendly» (em inglês). Huffington Post. Consultado em 29 de março de 2017
11. ↑  «X Factor 10: diretta 24 novembre, giudici, concorrenti, canzoni, Little Mix ospiti». ibt. 24 de novembro de 2016. Consultado em 4 de abril de 2017. Arquivado do original em 15 de dezembro de 2016
12. ↑  «Minuto a minuto del directo de LOS40 Music Awards 2016». LOS40. 2 de dezembro de 2016. Consultado em 4 de abril de 2017
13. ↑  https://itunes.apple.com/gb/album/shout-out-to-my-ex-single/id1163867793
14. ↑  https://itunes.apple.com/au/album/shout-out-to-my-ex-acoustic/id1172840378
15. ↑  Staff, Billboard; Staff, Billboard (22 de fevereiro de 2017). «Brit Awards 2017: See the Full Winners List». Billboard (em inglês). Consultado em 16 de fevereiro de 2022
16. ↑  «Disney Latino | El sitio oficial de todas las cosas Disney». Disney Latino. Consultado em 16 de fevereiro de 2022
17. ↑  Knapp, Rebecca Rubin,JD; Rubin, Rebecca; Knapp, J. D. (14 de agosto de 2017). «Teen Choice Awards 2017: 'Riverdale,' Fifth Harmony Shut Out Competition». Variety (em inglês). Consultado em 16 de fevereiro de 2022
18. ↑  «MYX Music Awards 2017 nominees revealed». ABS-CBN News. Consultado em 16 de fevereiro de 2022
19. ↑  «South Africa Top 100». Recording Industry of South Africa. Consultado em 2 de novembro de 2016. Arquivado do original em 4 de novembro de 2016
20. ↑  «Australian-charts.com – Little Mix – Shout Out to My Ex» (em inglês). ARIA Top 50 Singles.  Consultado em 29 October 2016.
21. ↑  «Austriancharts.at – Little Mix – Shout Out to My Ex» (em alemão). Ö3 Austria Top 40.  Consultado em 3 November 2016.
22. ↑  «Ultratop.be – Little Mix – Shout Out to My Ex» (em neerlandês). Ultratop 50.  Consultado em 19 November 2016.
23. ↑  «Ultratop.be – Little Mix – Shout Out to My Ex» (em francês). Ultratip.  Consultado em 19 November 2016.
24. ↑  «Brasil Top 100 Digital – Week 48, 2016». Billboard Brasil. 25 de novembro de 2016. Consultado em 6 de fevereiro de 2017
25. ↑  «Little Mix Chart History (Canadian Hot 100)» (em inglês). Billboard.  Consultado em 1 November 2016.
26. ↑  «Little Mix – Shout Out to My Ex». Tophit. Consultado em 6 de março de 2021
27. ↑  «Track Top-40 Uge 47, 2016». Hitlisten.NU. Consultado em 30 de novembro de 2016
28. ↑  «Little Mix Chart History (Euro Digital Song Sales)» (em inglês). Billboard.  Consultado em 28 October 2016.
29. ↑  «Official Scottish Singles Sales Chart Top 100» (em inglês). Official Charts Company.  Consultado em 21 October 2016.
30. ↑  «SK - Singles Digital - Top 100» (em eslovaco). ČNS IFPI. Nota: insira 201643 na pesquisa.  Consultado em 31 October 2016.
31. ↑  «SloTop50 – Slovenian official singles chart». slotop50.si. Consultado em 6 de março de 2021
32. ↑  «Spanishcharts.com – Little Mix – Shout Out to My Ex» (em inglês). Canciones Top 50.  Consultado em 2 November 2016.
33. ↑  «Little Mix Chart History (Hot 100)» (em inglês). Billboard.  Consultado em 1 November 2016.
34. ↑  «Little Mix – Shout Out to My Ex (Philippine Hot 100)» (em inglês). Philippine Hot 100. Consultado em 19 de junho de 2017
35. ↑  «Little Mix: Shout Out to My Ex» (em finlandês). Musiikkituottajat. Consultado em 6 de março de 2021
36. ↑  «Le Top de la semaine : Top Singles Téléchargés - SNEP (Week 43, 2016)» (em francês). Syndicat National de l'Édition Phonographique. Consultado em 29 de outubro de 2016
37. ↑  «Archívum – Slágerlisták – MAHASZ» (em húngaro). Rádiós Top 40 játszási lista. Magyar Hanglemezkiadók Szövetsége.  Consultado em 2 December 2016.
38. ↑  «Archívum – Slágerlisták – MAHASZ» (em húngaro). Single (single) Top 40 lista. Magyar Hanglemezkiadók Szövetsége.  Consultado em 27 October 2016.
39. ↑  Rastrear Parada: Semana 43, 2016» (em inglês). Irish Singles Chart.  Consultado em 28 October 2016.
40. ↑  «Classifica settimanale WK 48» (em italiano). Federazione Industria Musicale Italiana. Consultado em 3 de dezembro de 2016
41. ↑  «Little Mix Chart History (Japan Hot 100)» (em inglês). Billboard.  Consultado em 17 November 2016.
42. ↑  «Billboard Japan Hot Overseas | Charts | Billboard JAPAN». Billboard JAPAN (em japonês). Consultado em 1 de dezembro de 2016
43. ↑  «Mexico Ingles Airplay». 12 de novembro de 2016
44. ↑  «NZ Top 40 Singles Chart». Recorded Music NZ. 7 de novembro de 2016. Consultado em 4 de novembro de 2016
45. ↑  «VG-lista - Little Mix». VG-lista. Consultado em 12 de novembro de 2016. Arquivado do original em 15 de novembro de 2016
46. ↑  «Top 40-lijst van week 48, 2016» (em neerlandês). Dutch Top 40.  Consultado em 25 November 2016.
47. ↑  «Dutchcharts.nl – Little Mix – Shout Out to My Ex» (em alemão). Single Top 100.  Consultado em 26 November 2016.
48. ↑  «LITTLE MIX - SHOUT OUT TO MY EX» (em inglês). Consultado em 16 de novembro de 2016
49. ↑  «Sverigetopplistan - Sveriges Officiella Topplista». Sverigetopplistan. Consultado em 12 de novembro de 2016
50. ↑  «Swisscharts.com – Little Mix – Shout Out to My Ex» (em inglês). Swiss Singles Chart.  Consultado em 31 October 2016.
51. ↑   «Official Singles Chart Top 100» (em inglês). Official Charts Company.  Consultado em 21 October 2016.
52. ↑  «CZ - Radio - Top 100» (em checo). ČNS IFPI. Nota: Insira 201646 na pesquisa.  Consultado em 22 November 2016.
53. ↑  «CZ - Singles Digital - Top 100» (em checo). ČNS IFPI. Nota: Insira 201643 na pesquisa.  Consultado em 31 October 2016.
54. ↑  «ARIA Top 100 Singles 2016». Australian Recording Industry Association. Consultado em 6 de janeiro de 2017
55. ↑  «CreativeDisc Top 50 Singles of 2016». ASIRI. Consultado em 19 de janeiro de 2017
56. ↑  Myers, Justin (30 de dezembro de 2016). «The Official Top 40 Biggest Songs of 2016». Official Charts Company. Consultado em 31 de dezembro de 2016
57. ↑  «End of Year Singles Chart Top 100 - 2021 | Official Charts Company». www.officialcharts.com (em inglês). Consultado em 16 de fevereiro de 2022
58. ↑  «The UK's Official Top 100 biggest songs of the decade». www.officialcharts.com (em inglês). Consultado em 16 de fevereiro de 2022
59. ↑  «ARIA Australia Top 50 singles» (em inglês). ARIA. 28 de janeiro de 2017. Consultado em 28 de janeiro de 2017
60. ↑  «Ultratop − Goud en Platina - 2017» (em inglês). Ultratop & Hung Medien / hitparade.ch>
61. ↑  «Certificações (Brasil) (single) – Little Mix – Shout Out To My Ex». Pro-Música Brasil. 2021
62. ↑  «Certificações (Dinamarca) (single)» (em dinamarquês). Federação Internacional da Indústria Fonográfica (Dinamarca)
63. ↑  «Certificações (Canadá) (single) – Little Mix – Shout Out to My Ex» (em inglês). Music Canada
64. ↑  «Certificações (Itália)  – Little Mix – Shout Out to My Ex» (em italiano). Federazione Industria Musicale Italiana
65. ↑  «Certificações (Nova Zelândia) (single)» (em inglês). Recorded Music NZ
66. ↑  «Certificações (Noruega) (single) – Little Mix – Shout Out to My Ex» (em norueguês). Federação Internacional da Indústria Fonográfica (Noruega)
67. ↑  «Certificações (México) (single)» (em espanhol). Asociación Mexicana de Productores de Fonogramas y Videogramas
68. ↑  «Certificações (Países Baixos) (single)» (em neerlandês). Nederlandse Vereniging van Producenten en Importeurs van beeld- en geluidsdragers
69. ↑  «Certificações (Polônia) (single)» (em polaco). Związek Producentów Audio Video
70. ↑  «Certificações (Reino Unido)   – Little Mix» (em inglês). British Phonographic Industry. Consultado em 11 de abril de 2021 Digite Little Mix no campo "Search BPI Awards" .
71. ↑  «Little Mix's Official Top 20 songs revealed». www.officialcharts.com (em inglês). Consultado em 16 de fevereiro de 2022
72. ↑  «The Official Swiss Charts and Music Community: Awards (Little Mix; 'Shout Out to My Ex')» (em inglês). Hung Medien
73. ↑  «Shout Out to My Ex - Single». itunes (UK). Consultado em 11 de maio de 2017
74. ↑  «Little Mix - Shout Out to My Ex RadioDate». Radioairplay.fm. 28 de outubro de 2016. Consultado em 26 de outubro de 2016